# Pterolophia paravariolosa
Pterolophia paravariolosa là một loài bọ cánh cứng trong họ Cerambycidae.